# Črešnjevec pri Semiču
Črešnjevec pri Semiču je naselje u slovenskoj Općini Semiču. Črešnjevec pri Semiču se nalazi u pokrajini Dolenjskoj i statističkoj regiji Donjoposavskoj regiji. 

## Stanovništvo
Prema popisu stanovništva iz 2002. godine naselje je imalo 109 stanovnika.